# Satwant Pasricha
La Dra. Satwant Pasricha ( ਸਤਵੰਤ ਪਸਰੀਚਾ ) es Jefe del Departamento de Psicología Clínica del NIMHANS, (siglas del Instituto Nacional de Salud Mental y Neurociencias) en Bangalore (India). También trabajó durante un tiempo en la Escuela de Medicina de la Universidad de Virginia en los Estados Unidos. Pasricha investiga acerca de la reencarnación y las experiencias cercanas a la muerte.

## Obra
La Dra. Pasricha ha participado e investigado, desde 1973, en cerca de 500 casos de reencarnación en niños (considerados sujetos de la investigación) que afirmaban recordar vidas pasadas. Se interesó en la parapsicología al no estar satisfecha con las explicaciones convencionales de determinados comportamientos inusuales o paranormales.
La Dra. Pasricha estudia no solo las características de las reencarnaciones predominantes en la India, sino también sugiere de qué manera son similares o diferentes a las de las personas de otros países. Colaboró con Ian Stevenson en la investigación sobre la reencarnación desde la década de 1970.
Se unió al NIMHANS (Universidad de Deemed) como profesora invitada de Parapsicología Clínica en diciembre de 1980; después fue promocionada a profesora asistente, profesora asociada, y profesora adjunta de Psicología Clínica. También está involucrada en tareas clínicas en la atención a pacientes, e investigación y enseñanza en las áreas de su interés en el NIMHANS.

## Publicaciones
- Satwant Pasricha, Can the Mind Survive Beyond Death? In Pursuit of Scientific Evidence (2 Vol.), New Delhi: Harman Publishing House, 2008. ISBN 81-86622-93-4.
- Satwant Pasricha, Claims of Reincarnation: An Empirical Study of Cases in India, New Delhi: Harman Publishing House, 1990. ISBN 81-85151-27-X.
- Satwant Pasricha, Near-Death Experiences in South India: A Systematic Survey. Journal of Scientific Exploration, 9(1), 1995.
- Ian Stevenson, Satwant Pasricha and Nicholas McClean-Rice, A Case of the Possession Type in India With Evidence of Paranormal Knowledge. Journal of Scientific Exploration, 3(1):81-101, 1989.